# 339.ª Divisão de Infantaria (Alemanha)
A 339ª Divisão de Infantaria (em alemão:339. Infanterie-Division) foi uma unidade militar que serviu no Exército alemão durante a Segunda Guerra Mundial.

## Comandantes
| Comandante                     | Data                                          |
| ------------------------------ | --------------------------------------------- |
| Generalleutnant Georg Hewelke  | 15 de dezembro de 1940 - ? de janeiro de 1942 |
| Generalleutnant Kurt Pflugradt | ? de janeiro de 1942 - 8 de dezembro de 1942  |
| Generalmajor Martin Ronicke    | 8 de dezembro de 1942 - 1 de outubro de 1943  |
| Generalmajor Wolfgang Lange    | 1 de outubro de 1943 - 15 de novembro de 1943 |

## Área de operações
| Alemanha                       | dezembro de 1940 - junho de 1941   |
| Dinamarca                      | junho de 1941 - dezembro de 1941   |
| Frente Oriental, setor central | dezembro de 1941 - outubro de 1943 |
| Frente Oriental, setor sul     | outubro de 1943 - novembro de 1943 |